# Hydromantes ambrosii
Espèce
Synonymes
- Hydromantes italicus ambrosii Lanza, 1955 "1954"
- Speleomantes ambrosii (Lanza, 1955)
- Speleomantes ambrosii bianchii Lanza, Cimmaruta, Forti, Bullini & Nascetti, 2005

Statut de conservation UICN

 NT  : Quasi menacé
Hydromantes ambrosii est une espèce d'urodèles de la famille des Plethodontidae. Elle est appelée en français Spélerpès brun, Hydromante de Ligurie ou Hydromante d'Ambrosi.

## Répartition
Cette espèce est endémique d'Italie. Elle se rencontre du niveau de la mer jusqu'à 2 300 m d'altitude dans la province de La Spezia en Ligurie et dans la province de Massa-Carrara en Toscane. Elle a été introduite dans les Pyrénées françaises.

## Étymologie
Le nom de cette espèce, ambrosii, est dédié au docteur Augusto C. Ambrosi, ami de Lanza ayant récolté de spécimen utilisé pour décrire l'espèce.

## Publication originale
- Lanza, 1955 : Notizie sulla distribuzione in Italia del Geotritone (Hydromantes italicus Dunn) e descrizione di una nuova razza (Amphibia, Plethodontidae). Archivio Zoologico Italiano, vol. 39, p. 145-160.